# 金斯基宫 (维也纳)

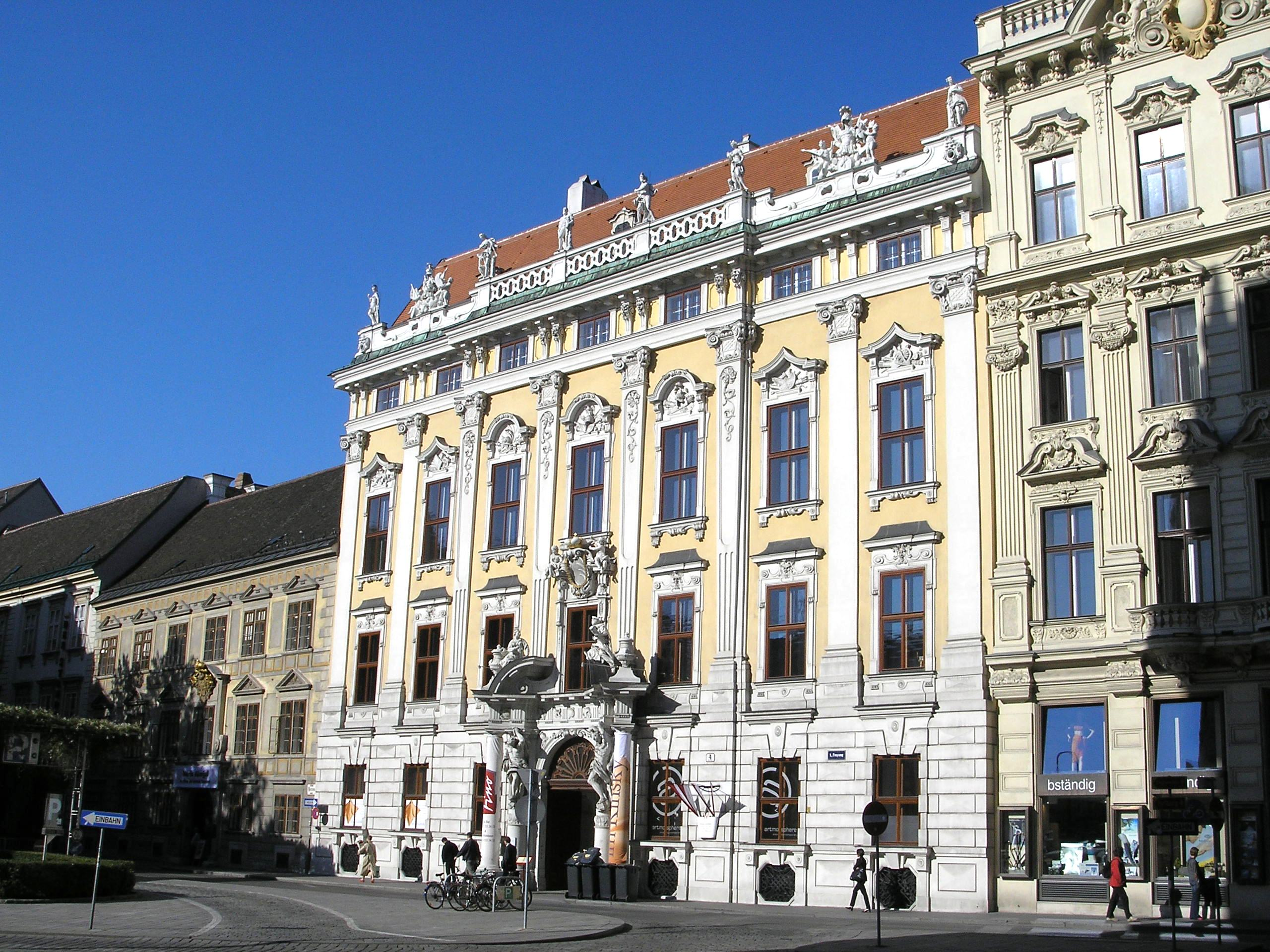
金斯基宫

金斯基宫（英語：Palais Kinsky）是一座巴洛克宫殿，位于奥地利维也纳内城区。它最初是为司令 Wirich 菲利普·冯·道恩伯爵兴建，他的儿子利奥波德·约瑟夫·冯·道恩被玛丽娅·特蕾西娅提拔为奥地利陆军元帅。它后来被波西米亚贵族金斯基家族收购，有时被称为道恩-金斯基宫。
1717年，道恩伯爵委托建筑师约翰·卢卡斯·冯·希尔德布兰特负责兴建。它在1784年被出售给金斯基家族。金斯基宫拥有黄白两色的立面，装饰华丽的楼梯，以及彩绘天花板，镜子和雕像。
波兰将军、帝国元帅约泽夫·波尼亚托夫斯基于1763年5月7日出生在金斯基宫。
金斯基宫在1990年代末进行修复，恢复其先前的设计。房间有巴洛克彩绘天花板和昂贵的拼花地板。金斯基宫用于拍卖活动，开设商铺和餐厅，还被用于进行欧盟赞助的塞尔维亚和科索沃阿尔巴尼亚族之间的最终地位谈判。

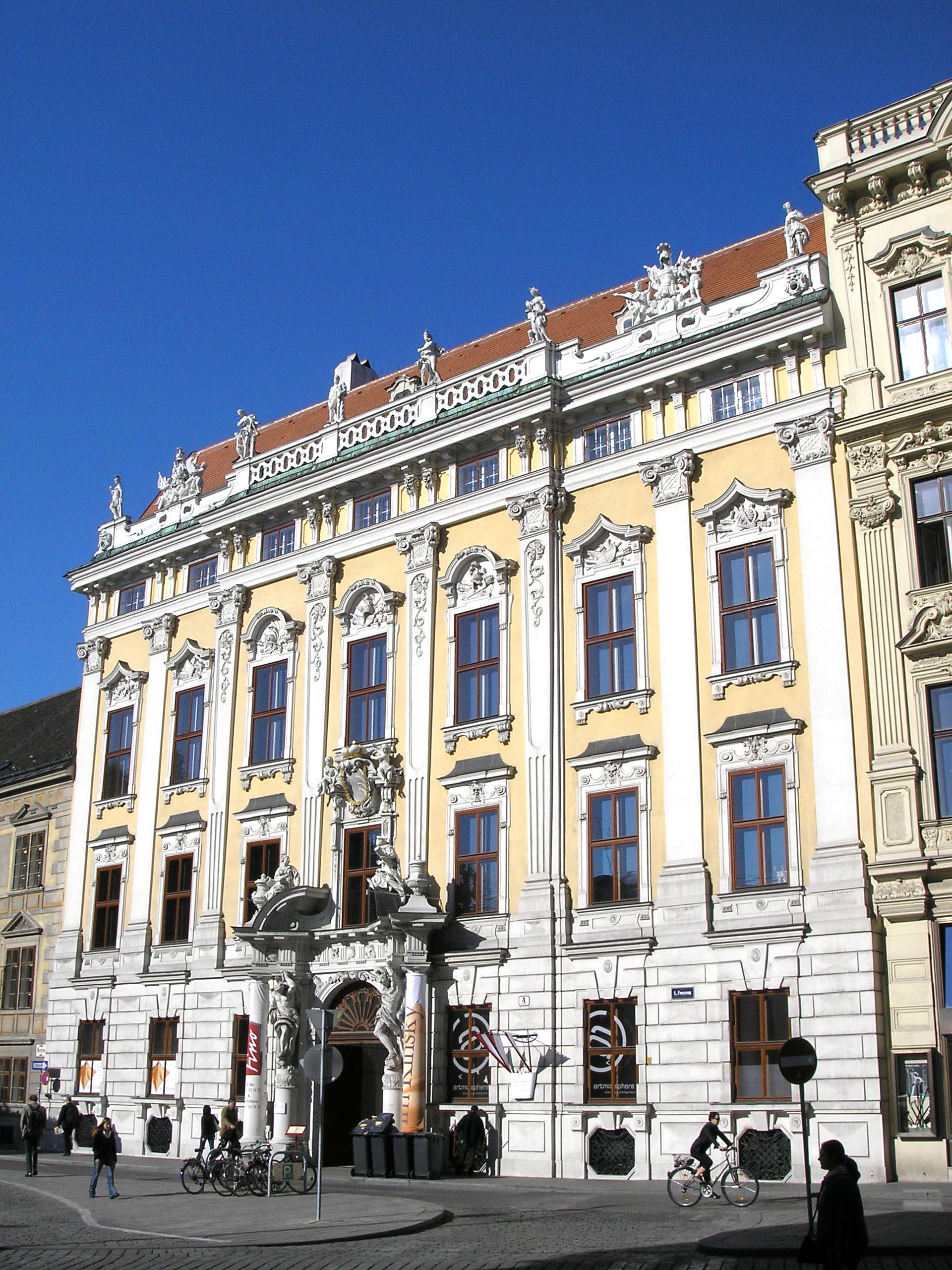
金斯基宫
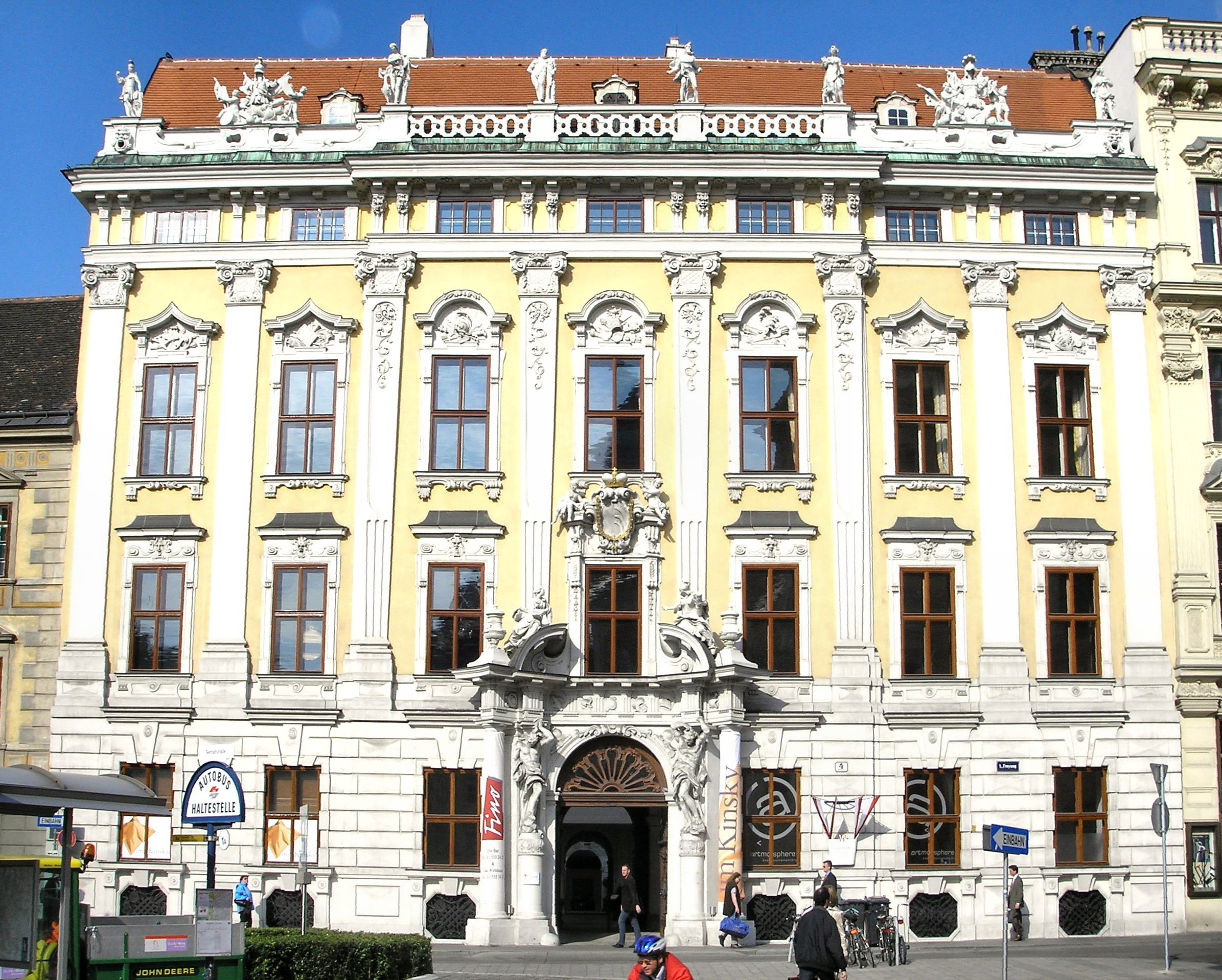
金斯基宫
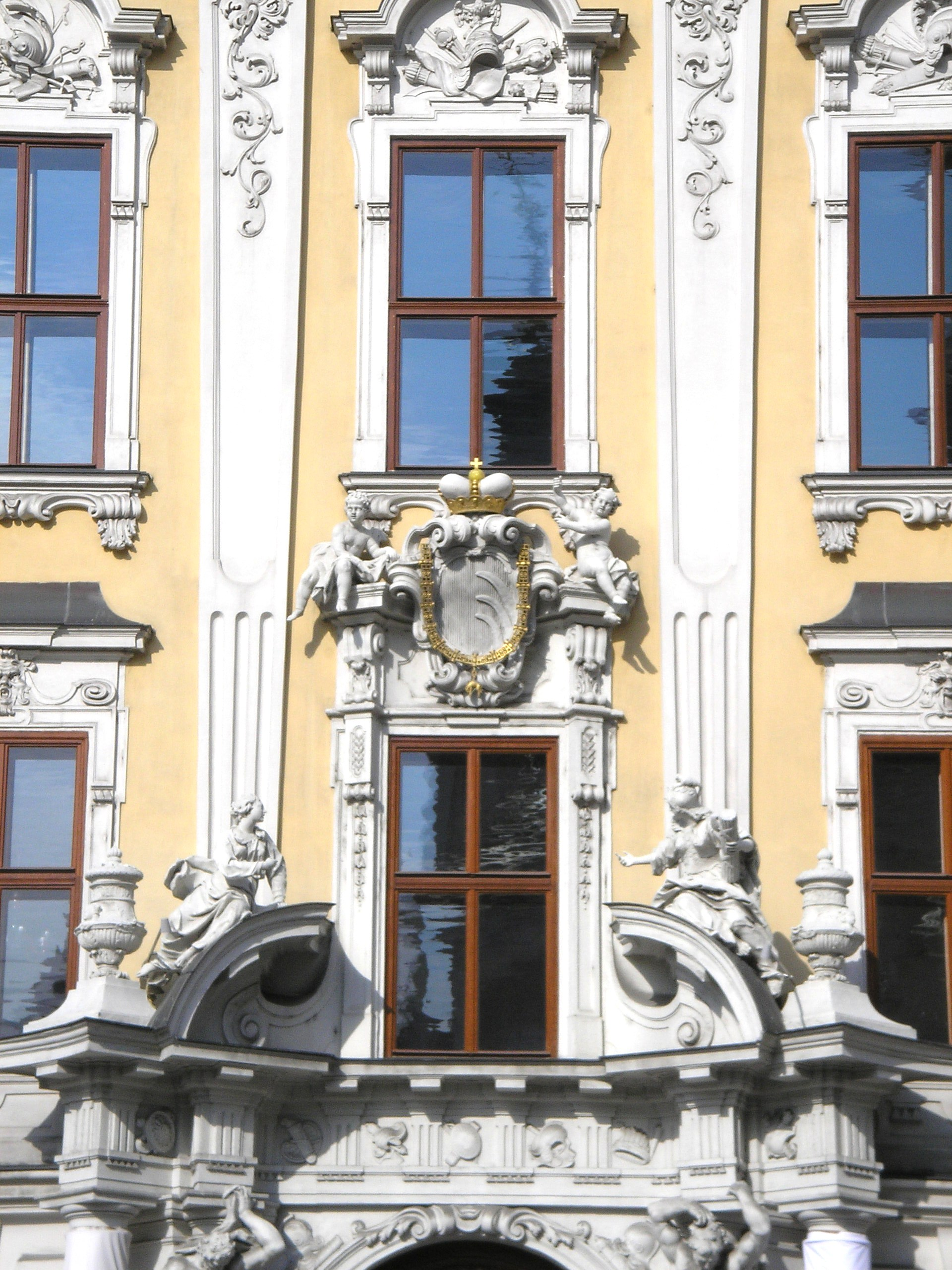
徽章
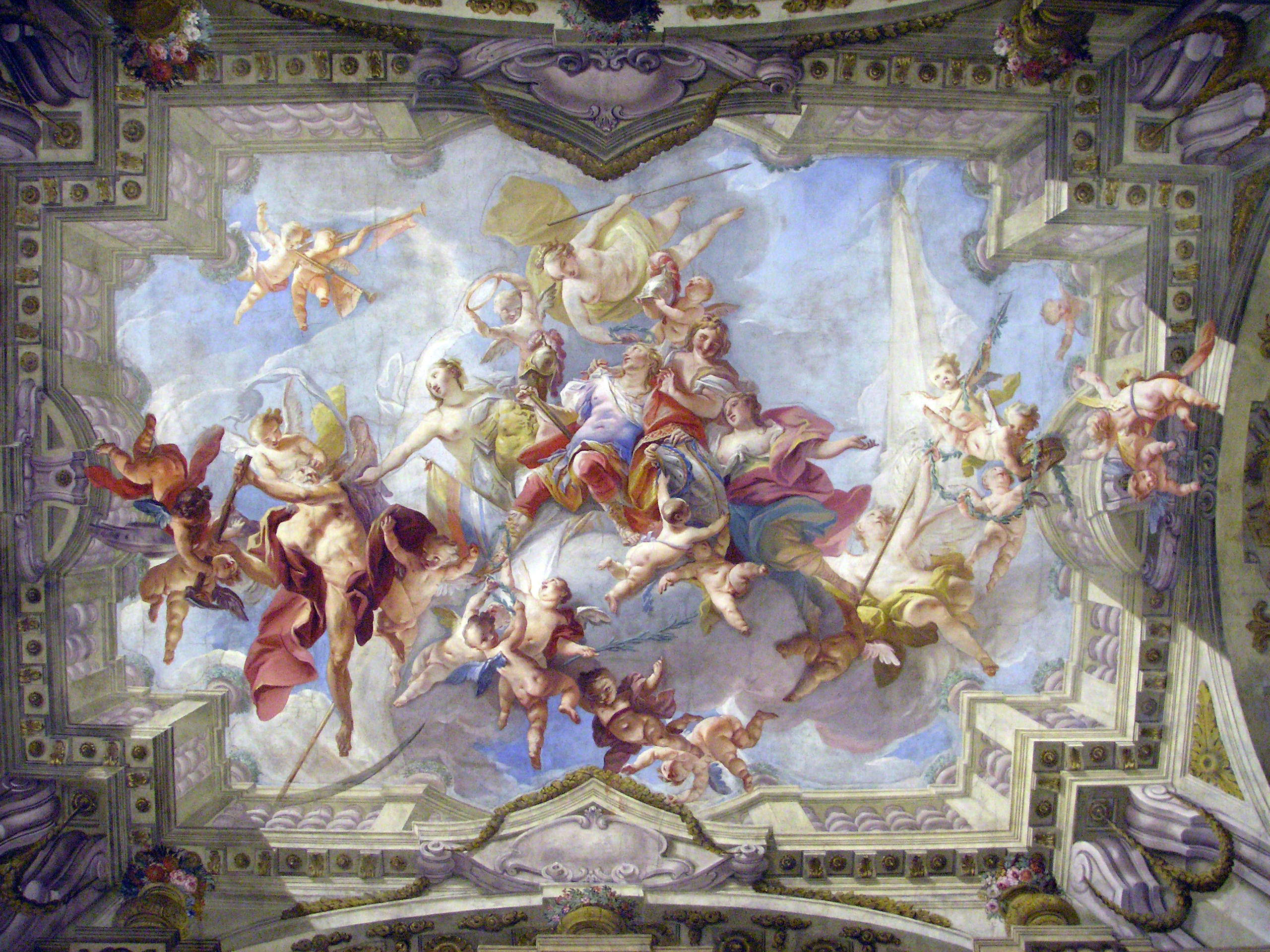
天花板
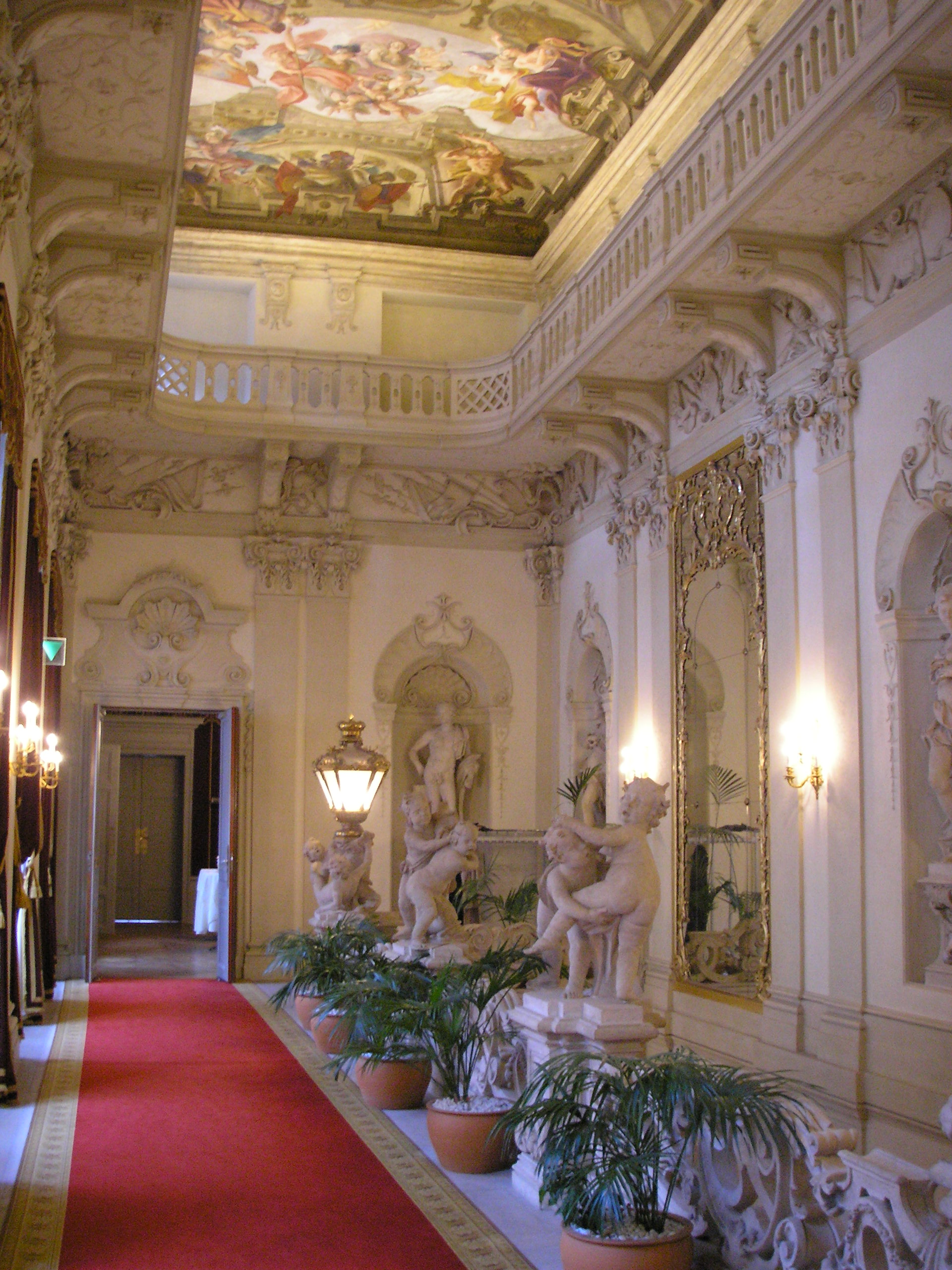
巴洛克内部